# Валбжиський повіт
Валбжиський повіт (пол. powiat wałbrzyski) — один з 26 земських повітів Нижньосілезького воєводства Польщі.
Утворений 1 січня 1999 року в результаті адміністративної реформи.

## Загальні дані
Повіт знаходиться у південній частині воєводства.
Адміністративний центр — місто Валбжих.
Станом на 1.01.2008 населення становить 182 104 осіб, площа 514,92 км².
На терени повіту були депортовані 759 українців з українських етнічних територій у 1947 році (т. з. акція «Вісла»).

## Демографія
Демографічні дані повіту станом на 30.06.2005:
|       | Всього  | Всього | Жінки  | Жінки | Чоловіки | Чоловіки |
| ----- | ------- | ------ | ------ | ----- | -------- | -------- |
|       | осіб    | %      | осіб   | %     | осіб     | %        |
| Повіт | 186 104 | 100    | 97 840 | 52,6  | 88 264   | 47,4     |
| Міста | 166 154 | 100    | 87 648 | 52,8  | 78 506   | 47,2     |
| Села  | 19 950  | 100    | 10 192 | 51,1  | 9758     | 48,9     |